# Zoran Ferić
Zoran Ferić (Zagabria, 2 giugno 1961) è uno scrittore croato.
Laureato in lettere (croatistica) alla Facoltà di filosofia di Zagabria, è docente di lingua e letteratura croata in una scuola superiore di Zagabria. Dal 1987 scrive testi di prosa e saggi per riviste come Polet, Studentski list, Pitanja, Oko, Plima, Godine nove e per il 3° programma della radio croata.
Nel 2000 gli è stato assegnato il premio Ksaver Šandor Gjalski mentre nel 2001 il premio del quotidiano Jutarnji list per la migliore opera di prosa. Scrive per il settimanale croato Nacional. I suoi libri sono stati tradotti in italiano e tedesco.

## Opere
- (HR) Mišolovka Walta Disneya, Zagabria, Naklada MD, 1996.
- (HR) Quattro stagioni, con Miroslav Kiš, Robert Mlinarec, Boris Perić, Borisom Perićem, AREA, 1998.
- (HR) Anđeo u ofsajdu, Zagabria, Naklada MD, 2000.
- (HR) Smrt djevojčice sa žigicama, Zagabria, Naklada MD, 2002.
- La morte della piccola fiammiferaia, Firenze, Nikita Editore, 2011, ISBN 978-88-95812-11-3.
- (HR) Otpusno pismo, Zagabria, Profil international, 2003.
- (HR) Djeca Patrasa, Zagabria, Jutarnji list, 2005.
- I ragazzi di Patrasso, Rovereto, Zandonai Editore, 2012, ISBN 978-88-95538-89-1.
- (HR) Simetrija čuda, Zagabria, Profil, 2008.
- Z. Krpina (a cura di), Una storia allo specchio, Roma, Aracne Editrice, 2010, ISBN 978-88-548-3304-3.
- (HR) Kalendar Maja, Zagabria, Profil, 2011.